# فيكتوريا زينب غونيش
فيكتوريا زينب غونيش (اسمها الأصلي فيكتوريا سولنتسيفا، بالأوكرانية: Вікторія Солнцева، 19 يونيو 1998) سباحة تركية من مواليد أوكرانيا (منذ عام 2014) تمثل فريق إنرجي ستاندرد في الدوري الدولي للسباحة. قضت غونيش عقوبة إيقاف عن المشاركة في المنافسات لمدة 24 شهرًا، تنتهي في مايو 2026، لانتهاكها قواعد مكافحة المنشطات، حيث تغيبت عن ثلاثة اختبارات خلال فترة 12 شهرًا.

## مسيرتها الرياضية

### مع أوكرانيا
شاركت سولنسيفا مع أوكرانيا في بطولة العالم للسباحة للناشئين 2013 التي نظمها الاتحاد الدولي للسباحة في دبي، وبطولة العالم للألعاب المائية 2013 التي نظمتها برشلونة. حملت سولنسيفا الرقم القياسي الأوكراني في سباقي 100 متر و200 متر صدر.

### مع تركيا
شاركت غونيس في سباق 100 متر صدر ضمن فئة الكبار في بطولة العالم للألعاب المائية 2015 في قازان، وكادت أن تتأهل لنصف النهائي بعد أن احتلت المركز السابع عشر. مثلت تركيا في أولمبياد ريو 2016، حيث وصلت إلى نصف نهائي سباق 100 متر صدر (ضمن أفضل 16 سباحة)، واحتلت المركز الخامس عشر في التصفيات التمهيدية. سبحت في تصفيات سباق 400 متر متنوعة بزمن 4.41.79 ثانية ولم تتأهل. في تصفيات سباق 100 متر صدر، تأهلت لنصف النهائي بزمن 1.07.14 ثانية، لكنها في نصف النهائي سبحت بزمن 1.07.41 ثانية ولم تتأهل..
في بطولة العالم للسباحة للناشئين 2015 التي أقيمت في سنغافورة، مثلت تركيا، وفازت بأربع ميداليات ذهبية. في سباق 200 متر صدر، حطمت الرقم القياسي العالمي للناشئين بزمن قدره 2:19.64، بفارق 0.53 ثانية فقط عن الرقم القياسي العالمي للكبار.كما حطمت الرقم القياسي العالمي للناشئين في سباق 200 متر فردي متنوع. وقد أطلق عليها الاتحاد الدولي للسباحة لقب "السباحة المثالية".
في لقاء بودابست كأس العالم للسباحة 2021، حصلت على الميدالية الذهبية في سباق 200 متر صدر، والميدالية البرونزية في سباق 200 متر فردي متنوع. فازت بالميدالية الذهبية في سباق 400 متر فردي متنوع في بطولة أوروبا للسباحة القصيرة 2021 في قازان، روسيا، لتصبح أول سباحة تركية تفوز ببطولة أوروبا. بزمنها البالغ 4:30.45.4، حسّنت أيضًا رقمها القياسي التركي في هذا السباق.

### الرابطة الدولية للسباحة
في خريف عام 2019، كانت عضوًا في أول فريق الرابطة الدولية للسباحة في نادي إنرجي ستاندرد الدولي للسباحة، الذي فاز بلقب الفريق في لاس فيغاس، نيفادا، في ديسمبر.

## الجوائز والتكريمات
- أفضل ١٠ لحظات من الاتحاد الدولي للسباحة: 2021 (#4)[15]